# Westdean
Westdean lub West Dean – wieś w Anglii, w East Sussex. W 1961 roku civil parish liczyła 64 mieszkańców.